# Cyclochlamys perplexa
Cyclochlamys perplexa is een tweekleppigensoort uit de familie van de Cyclochlamydidae. De wetenschappelijke naam van de soort is voor het eerst geldig gepubliceerd in 1960 door Soot-Ryen.